# Pavetta rupicola
Pavetta rupicola är en måreväxtart som beskrevs av Sally T. Reynolds. Pavetta rupicola ingår i släktet Pavetta och familjen måreväxter. Inga underarter finns listade i Catalogue of Life.